# Демодуляция
Демодуляция (Детектирование сигнала) — процесс, обратный модуляции колебаний, выделение информационного (модулирующего) сигнала из модулированного колебания высокой (несущей) частоты.
При передаче аналоговых сигналов (звук, видео) колебания напряжения или тока низкой частоты используются для модуляции (слабого изменения амплитуды, частоты или фазы) высокочастотных колебаний. На принимающей станции из этих сложных колебаний с помощью специальных методов снова выделяют колебания низкой частоты, которые после усиления подаются на громкоговоритель (в случае передачи звуковых сигналов) или экран (в случае передачи видеосигналов). Этот процесс выделения информации из принятых модулированных колебаний получил название демодуляции, или детектирования колебаний. При передаче цифровых сигналов в результате демодуляции получается последовательность символов, передающих исходную информацию.
Одним из самых распространенных методов демодуляции амплитудно-модулированных сигналов является синхронное детектирование. При синхронном детектировании амплитудно-модулированный сигнал умножается на опорное немодулированное колебание с частотой несущего колебания, затем получившийся сигнал пропускается через фильтр нижних частот. В результате умножения получается сигнал, состоящий из двух слагаемых, первое из которых прямо пропорционально исходному модулирующему сигналу, а второе — амплитудно-модулированному сигналу с удвоенной несущей частотой. Второе слагаемое подавляет фильтр нижних частот, таким образом оставляется сигнал, прямо пропорциональный исходному информационному сигналу. При балансной и однополосной модуляциях также можно использовать синхронное детектирование, но при этом возникает сложность в получении в приемнике несущего колебания, синфазного с приходящим сигналом, так как в спектре таких сигналов отсутствует несущая частота. При частотной и фазовой модуляциях в результате синхронного детектирования выделяются низкочастотные квадратурные составляющие, из которых затем с помощью специальных алгоритмов получается информационный сигнал. Для получения опорного сигнала с немодулированной несущей, равной несущей частоте входного сигнала приемника, в приемнике можно использовать фазовую автоподстройку частоты.